# Erasmus Darwin
Erasmus Darwin, född 12 december 1731 i Elston i Nottinghamshire, död 18 april 1802 i Breadsall i Derbyshire, var en engelsk läkare, botanist, uppfinnare, naturfilosof, poet och en framstående abolitionist. Han var bosatt i Lichfield.

## Biografi
Erasmus Darwin var Charles Darwins farfar och blev berömd hos sin samtid genom att popularisera vetenskap, främst i form av episka dikter. I denna stil författade han The Botanic Garden (1791), Zoonomia (1794–96, ett verk som systematiserar sjukdomar) och The Temple of Nature (1802). I alla dessa böcker uttrycker han en teori om arternas utveckling från ett gemensamt ursprung i form av primitiva organismer i havet, och föregrep därmed Jean-Baptiste de Lamarcks teori som presenterades 1809. Charles Darwin var väl bekant med sin farfars uppfattning, och inspirerades av den till sin moderna evolutionslära, såsom den presenterades 1859. På den tiden ansågs det allmänt att arterna i stort sett varit oförändrade sedan Guds skapelse.
Han var religiös fritänkare, politiskt radikal och hyllade franska revolutionen. Möjligen på grund av detta hamnade hans namn i vanrykte efter hans död. Först på 1900-talet har hans betydelse och inflytande på samtiden klarlagts. Hans evolutionsteori var antagligen en stark inspirationskälla för Herbert Spencer.
Som många andra samtida var Erasmus Darwin intresserad av galvanism (det vi numera beskriver som elektriska nervimpulser). Han var den förste som visade att en förlamad arm kunde förmås att röra sig genom elektriska stötar. Han spekulerade också om möjligheten att återuppväcka döda människor genom galvanism. Erasmus Darwin var en känd personlighet i dåtidens England, och ett experiment i livets gåta som han påstods ha gjort omnämns av Mary Shelley i 1831 års förord till Frankenstein.
Erasmus Darwin praktiserade som läkare i bl.a. Birmingham. Kung Georg III erbjöd honom att bli livmedikus, men Darwin tackade nej.